# Chiesa di Santa Maria Assunta (Casalbeltrame)
La chiesa prepositurale di Santa Maria Assunta, nota anche con il titolo chiesa di San Martino, è la parrocchiale di Casalbeltrame, in provincia di Novara ed arcidiocesi di Vercelli; fa parte del vicariato di Robbio.

## Storia
La primitiva parrocchiale di Casalbeltrame era dedicata a san Giulio.
Nel IX secolo i monaci benedettini costruirono una nuova chiesa dedicata a san Martino e la parrocchialità fu ivi trasferita a causa delle pessime condizioni in cui versava la cappella di San Giulio. Tuttavia, il primo documento che ne attesta la presenza è un atto risalente appena 4 agosto 1194.
Nel 1369 il paese fu raso al suolo e con esso la chiesa, che dovette pertanto essere riedificata.
Dalla relazione della visita pastorale del 1556 dell'arcivescovo di Vercelli Pier Francesco Ferrero s'apprende che la parrocchiale di San Martino versava in condizioni non ottimali, mentre la vicina chiesa comunale era in buono stato.
Nel XVII secolo le funzioni cominciarono ad essere trasferite nella chiesa dell'Assunta, pur rimanendo il titolo di parrocchiale a quella di San Martino. Proprio nel Seicento la chiesa di Santa Maria Assunta subì dei lavori di restauro e di ampliamento.
Nel 1806 la parrocchialità venne definitivamente traslata nella chiesa di Santa Maria Assunta, mentre la chiesetta di San Martino fu demolita per ricavare materiale utile per la costruzione dell'attuale parrocchiale ottocentesca.
Nel 1966 fu rifatto il pavimento e ristrutturato il presbiterio.

## Descrizione

### Esterno
La neoclassica facciata della chiesa presenta, ai lati del portale, due coppie di lesene binate con capitelli ionici che sorreggono il timpano; sopra il portale si apre una finestra semicircolare.
Vicino alla parrocchiale sorge il campanile trecentesco a base quadrata, che è ornato da lesene e da archetti pensili; la cella presenta su ogni lato una monofora ed è coperta dal tetto a quattro falde.

### Interno
L'interno è ad un'unica navata con volta a botte e con tre cappelle per lato; le pareti sono caratterizzate da lesene i cui capitelli sono dorati.